# Radio Italia Network
Radio Italia Network  è una emittente storica della radiofonia italiana nata a Udine nel 1982 come radio dance per iniziativa di Mario Pinosa, mente creativa del progetto, e Leo Barbarino. Grazie a un format innovativo fatto di sola musica senza speakers alternata a jingles accattivanti, e a un marchio particolarmente riconoscibile, quello con le "Due Stelle" su fondo rosso, si afferma nel tempo come uno dei principali network nazionali. Dopo vari passaggi di proprietà, avvenuti a partire dal 1999, che ne avevano trasformato lo stile e l’orientamento musicale, Italia Network nel 2005 cessa le sue trasmissioni via etere e si trasforma in una web radio, mentre l’anno successivo il suo fondatore Mario Pinosa ridà vita al format originale che ne aveva decretato il successo creando l’omologa Radio España Network che ne riprende i programmi storici. Nel 2008 anche le trasmissioni via web vengono sospese e la radio rimane temporaneamente inattiva. Il 13 gennaio 2009  riprende a trasmettere nuovamente (in FM e sul web) grazie all’acquisizione dei marchi effettuata dall'attuale proprietà, il gruppo Next di Domenico Zambarelli. Il 12 luglio 2018 la radio interrompe le trasmissioni sia in FM che in streaming, trasferendo il marchio Italia Network su un canale del digitale terrestre TV denominato Italia Network Television, che ha tuttavia breve durata. Radio Italia Network ha continuato negli anni successivi a mantenere attivo il sito internet proponendo un file audio in loop. A marzo 2025 ha ripreso trasmissioni regolari via web, e per Lombardia, Veneto, Emilia-Romagna e Lazio anche in DAB+, con una programmazione moderna rivolta a un target generalista, accompagnata da un nuovo logo con una stella su fondo tricolore, a rimarcare il proprio stile italiano.

Il primo logo anni '80 e '90 con le caratteristiche "Due Stelle" su fondo rosso divenute icona della radio

## Storia

### Anni 80
La radio nasce col nome di Radio Italia Network, a Udine nel luglio del 1982, da un'idea di Mario Pinosa che insieme con Leo Barbarino costituisce la Radio Italia Network S.a.s. di Pinosa Mario & C. Trasmette sulla frequenza 96,6 MHz illuminando la città e dintorni. Poco dopo entra nella compagine sociale Alberto Zeppieri, che Pinosa chiama per sviluppare il progetto editoriale. Zeppieri propone la fondazione di società collegate (dapprima Fin 2 S.r.l. - dove tra i fondatori entra Carlo Barbiera, musicista-compositore, ma anche commercialista esperto di contratti di affiliazione e la Finwork S.r.l. dove entra Andrea Gandolfi, attraverso la ITET S.r.l. di Bologna, che si occuperà come nuovo socio e Amministratore Delegato della rete nazionale anche a livello tecnico e di raccolta pubblicitaria), poi altre ancora, con l'obiettivo di diventare una emittente di portata nazionale. Il format è semplice ma accattivante, non ci sono conduttori, si privilegia infatti la musica, intervallata dai jingle (musica giusta, musica e basta) e da brevissimi sketch (le frikkonate).
L'emittente entra presto a far parte di un sistema articolato di iniziative extraeditoriali, che spaziano dall'organizzazione di eventi musicali, viaggi, produzione di gadget e musicali (Pinosa diverrà famoso sul finire degli anni 80 e i primi anni 90 come produttore musicale anche sotto lo pseudonimo di Athaualpa) e ovviamente di raccolta pubblicitaria (tra l'altro la Fin2, è concessionaria anche per la pubblicità locale della milanese Rete 105 in Friuli-Venezia Giulia per gran parte degli anni 80, a dimostrare la lungimiranza di Pinosa, Zeppieri, Barbarino e Barbiera in tema di raccolta pubblicitaria sinergica).
Nei due anni seguenti vengono collegate le altre province del Friuli-Venezia Giulia e del Veneto. Inizia la copertura nazionale con l'invio di programmi registrati alle emittenti affiliate. Dal 1º giugno 1985, grazie all'accordo con la società C.R.P. di Vulmaro Doronzo, viene attivata la prima programmazione in Puglia che verrà coperta interamente nel giro di pochi mesi. Nel 1986 l'emittente col nome di Italia Network copre col suo segnale anche la Toscana, le Marche e la Sicilia. All'inizio del 1988 sbarca in Liguria con la genovese Radio Voltri Uno sui cittadini 94,200 MHz. Nel 1989 arriva in Lombardia, dove la ripetizione è curata prima da Segnale Italia - Radio Sud Milano 94,7 e poi da Radio Superstar 106 (c'erano già stati approcci con un'emittente della provincia di Milano, NBC Radio, tre anni prima, ma le trattative non erano andate in porto).
Nel 1988 comincia l'interconnessione via ponti radio di tutte le emittenti affiliate nel centro nord Italia fino a Bari e Napoli, da parte del socio bolognese Andrea Gandolfi - che già aveva sviluppato la rete di ponti radio di Rete 105 in Emilia Romagna e nella dorsale adriatica - dando vita a una syndication, ovvero un insieme di emittenti radiofoniche collegate alla radio madre. L'emittente si specializza nella musica dance, di tendenza, con una programmazione sul modello delle radio top 40 americane. Solo il 4% della programmazione è parlato, il resto è musica, di cui il 95% straniera. Nascono la classifica Los Cuarenta, seguita fin dall'inizio da Mr. Marvin, il Discosauro e il Disconetwork. Gli slogan hanno molta importanza nel lancio della radio e fanno presa sul pubblico, tra il 1987 e il 1989 Italia Network è la radio del ritmo tutto latino.

### Anni 90
Il 23 agosto del 1990 entra in vigore la legge Mammì che regolamenta il sistema radiotelevisivo, e i soci di Italia Network, visto il grande lavoro tecnico di interconnessione già sviluppato, decidono di comune accordo di trasformarla in un network nazionale, senza pubblicità locale, acquistando tutte le frequenze delle affiliate. Andrea Gandolfi assume di conseguenza la quota di maggioranza della Finwork la quale, a sua volta, diviene formalmente titolare della rete nazionale e del prodotto editoriale. Gli ascolti sono in crescita e il nuovo pay-off è Get up and dance, a confermare l'anima dance della radio. Mitici gli spot televisivi che andarono in onda sulle reti nazionali private tra cui Mediaset. Il palinsesto è sempre più articolato. Arrivano le voci di Andrea Pellizzari (Los Cuarenta), Paolo De Marchi (Magazine) e Tanitia Ferrari (USA Dance Attack). Mr. Marvin e Alessandro De Cillia sono i programmatori che caratterizzano l'aspetto musicale della radio. Gianmarco Ceconi è il direttore della radio nonché voce ufficiale insieme con Mario Pinosa. 
La musica house sta diventando sempre più importante e Italia Network diventa la radio "house" per eccellenza. Nasce il Mastermix con Mr. Marvin e Andrea Gemolotto e successivamente con Stefano Noferini.
Nel 1990 partono i notiziari, divenuti obbligatori per legge, vengono proposte sei brevi edizioni del Network News - il mondo che corre inseguito da Italia Network, ideato e condotto da Gianfranco Biondi con Monica Bertarelli e Federico Lazzarovich dal 1995. Il programma di maggior successo a inizio anni novanta è Los Cuarenta con lo slogan la classifica che fa tendenza, da cui vengono tratte svariate compilation di successo.

Il logo introdotto nel 1994 aggiornato con lo slogan "More Music 4 Ev'rybody"

Nel 1994 viene ampliato il target con lo slogan More music for everybody. Entrano nello staff Alex Benedetti e Zec. Il 1995 è un anno di grandi cambiamenti logistici, la radio incomincia a trasmettere da Bologna anche via satellite, che permette di migliorare la qualità del segnale in diverse parti d'Italia soprattutto in Sicilia e Sardegna. Il nuovo direttore artistico è Michele Menegon (Michael Hammer). Alex Benedetti diventa il responsabile della programmazione musicale e incomincia a occuparsi anche di Suburbia. Nello staff tecnico arrivano Alex C, Daniele Palmieri (Dano Deep dj), Luca Pavone e Giuseppe Speciale; e le voci di Roberto Corinaldesi (Magazine), Mario Caminita (Philip Morris Sound) e Stefano Mango (Mangobyte), con la classifica delle hit europee.
Dal 1994 iniziano i tour estivi di Bungee Jumping che porteranno la musica e l'animazione di Italia Network nelle più note località di mare e discoteche italiane.

Il nuovo logo adottato nel 1997 che abbandona la storica grafica precedente

Dal 1997 la classifica ufficiale dell'emittente Los Cuarenta diventa un vero e proprio programma musicale non più di sola musica ma con un conduttore, Roberto Lezzi (poi a Radio Deejay come "Ilario"). Italia Network riassume la denominazione di Radio Italia Network, una radio oramai diversa dall'emittente di sola musica dance degli anni ottanta. Nel 1998 Paola Testa conduce il Magazine. Nel weekend vanno in onda le session mixate dei dj del Ministry of Sound di Londra. Nasce Sensorama con la musica selezionata da Aky Tune. La voce di Tony Bruno accompagna la notte di Radio Italia Network con le massime zen e new age. Il nuovo pay-off è Suck the music. Il periodo bolognese è comunque di breve durata e nel 1998 la radio entra a far parte del gruppo editoriale SPER di Giovanni Miscioscia, insieme con CNR e Radio 24, divenendo RIN - Radio Italia Network. Dal 1999 incomincia a trasmettere da Milano. A firmare i jingles più storici di questa emittente è l'ormai affermato Clay Remini di Zerodibi.

### Anni 2000
Nel 2000 il nuovo direttore artistico è Giorgio Bacco (già di Radio 24). La comunicazione viene curata dalla coppia Tony H (Daniele Tognacca) e Lady Helena (Elena Marmugi). La nuova proprietà investe risorse economiche per l'acquisto di nuove frequenze, per un deciso restyling e soprattutto per l'arrivo di nuove voci. RIN è la radio che "rapisce" sia i personaggi dalle altre radio (Marco Baldini, Tony H e Marco Biondi) sia dalla tv (Ellen Hidding, Marco Maccarini, il Non Giovane, Tamara Donà, Alvin, Cavalli Marci, Stefano Gallarini e Andrea Pellizzari - ormai divenuto famoso come "il biondo" de Le Iene). Vengono "rapiti" anche Le Fave (Angelo Pintus e Max Vitale), Joe T. Vannelli, Gigi D'Agostino, Saretta, Carlotta e Pete Tong (Essential Selection). Fabiola, Alex C e DJ Speciale diventano il trio di Los Cuarenta. Manuela Doriani conduce con Carlotta e Stefano Gallarini Casa di Ringhiera, ma rimarrà poco in radio.
Vengono a crearsi nuovi orizzonti tra cui l'intrattenimento pre-serata curato da professionisti del settore, che si alternano prima e dopo lo spettacolo in momenti di carica vitaminica per il pubblico.
Nascono programmi come Vitamina H, Orgasmatron, Welcome to the jungle e House gallery. Grazie a questi investimenti e alle innovazioni, la radio supera i due milioni di ascoltatori nei rilevamenti Audiradio nel 2001, confermati poi nel 2002, anno in cui però avviene un altro cambio di proprietà: la radio entra infatti nell'orbita del gruppo Rcs.
Nel 2002 la SPER (e con essa la Finwork s.r.l., editrice dell'emittente) viene venduta a Rcs MediaGroup. La società proprietaria di RIN da questo momento è RCS Broadcast. Il nuovo pay-off è Radio un corno, e un rinoceronte compare anche sul marchio. Arrivano Teo Mammucari (Radio un corno), Camila Raznovich (Camila Bum Bum), Bus (Streetstyle), Andrea Gelli (Generation Cocktail), la coppia Wender e Fabrizio Ferrari (RIN-Bambit). Nel 2003 arrivano Andrea Marchesi e Michele Mainardi (I due senza), Adelchi Battista (aka Vito 3x2) e Christian Iansante (Il ballo di San Vito), Gianluigi Ottomeni (La noche escabrosa); nel 2004 fa la sua comparsa Manuela Donghi, che lavora al fianco inizialmente di Andrea Gelli, ideatore e produttore del programma Sedici Noni, e successivamente del veterano Marco Biondi. Arrivano anche programmi di musica di "nicchia" come il rap e l'hip hop che sta sdoganandosi nei giovanissimi.
Nel 2004 la proprietà decide di abbandonare il progetto di radio a target giovane e trasformarla in radio generalista puntando su un marchio tutto nuovo e per la radio incomincia il declino. Nel 2005 RIN abbandona le frequenze in FM per lasciar posto al nuovo progetto Play Radio (che chiuderà dopo un anno e mezzo lasciando le frequenze alla nuova Virgin Radio). Dopo tutti questi passaggi, dei soci fondatori udinesi e bolognesi nessuno trova posto nella compagine societaria.
Nel dicembre 2008 il marchio Radio Italia Network (così come RIN) viene acquisito dalla RCS da Domenico Zambarelli, patron del Gruppo Next, già editore di Radio Donna, Radio Sport Network e Radio Relax. Il 13 gennaio 2009 alle 19:15 a Milano sulla frequenza dei 92,800 MHz partono le trasmissioni della rilanciata Radio Italia Network. La prima traccia trasmessa è I Dont' Know Anybody Else dei Black Box. Parte così il nuovo progetto editoriale con il ritorno in FM in Lombardia (con un impianto in Valcava su 92,800 MHz), Piemonte, Val d'Aosta (91,400 MHz), Vibo Valentia e Lamezia Terme (103,800 MHz), Catanzaro e provincia (104,400 MHz).

### Da gennaio 2009 a gennaio 2020
Il claim di Radio Italia Network diventa One World One Music.
La programmazione, con la direzione dello station manager Rudy Nery, prevede 12 nuovi programmi: Generation Cocktail (con Rudy Neri), con 3 diverse playlist per 3 diversi momenti della giornata; Welcome Italia Network (con Yevgeniya Kurlyand), la trasmissione mattutina di Radio Italia Network con uno sguardo su tutto ciò che avviene nel mondo della musica; Come into my house (con Maurizio Montanari), club-music accompagnata da notizie, recensioni e curiosità dal mondo della musica house; Heartbeat (con Leonardo Filomeno e Dhany), programma dedicato ai sottogeneri della house; Mystika (con Dany Le Moor e Bismark), appuntamento con la musica techno e con l'elettronica più d'avanguardia; Le club de la Musik (con Alex Nocera), con la musica house più nuova e ricercata; Dance Gold - The Program, l'appuntamento quotidiano con i successi dance e house del passato; Le Club de la Classi-fik (con Alex Nocera), la classifica ufficiale di Radio Italia Network con i dischi più trasmessi; Global Selection (con Alex Global Byte), il radio-show al ritmo di tech-house, progressive e minimal; Eurytmia (con Steve Troiani, Alberto Manfreda e Giacomo Pellegrino), appuntamento all'insegna della house elegante e cosmopolita; Moscow Club House Music, con la migliore house dai dance floor della metropoli russa; Meganight, appuntamento del weekend con i top dj del mondo; "Vinylistic - House upon a Time" (con Alberto Bolognesi, Cisky, Lorenzo Gianoli, Carlo Maffini e Leo Mussini): la storia della musica house del dopo Larry Levan, i classici di tutti i tempi che hanno infiammato le "dancefloors" di tutto il mondo, i vinili che hanno lasciato il segno e che hanno creato il "vibe" house da metà degli anni ottanta ai giorni nostri.
Il 15 giugno 2009 è uscita la prima compilation del nuovo corso di Radio Italia Network: Summer World Compilation Vol.1, 20 brani con le più grandi star della musica house.
Nel 2012 la musica "cambia": i programmi vengono sostituiti da rotazioni musicali (dove prevale il genere musicale lounge al genere dance). Inoltre il profilo Twitter e il sito web vengono lasciati in stato di abbandono e le 2 pagine Facebook collegate all'emittente vengono aggiornate di rado e non moderate.
Dal 2013, Radio Italia Network rimarrà ricevibile in FM solo in Lombardia sui 95,9 MHz. All'inizio dell'anno vengono inoltre rivisitati il sito internet e i profili Facebook e Twitter che tornano così a essere nuovamente attivi. Dal 1º ottobre 2013 la radio verrà gestita, per la parte editoriale, dalla Tecno Audio Service S.r.l. (il marchio rimane invece di proprietà di Next Media S.r.l., società del Gruppo Next).
Da settembre 2015 la radio è ascoltabile nuovamente in FM in Lombardia occidentale sui 98,2 MHz, è anche una web radio e opera sul sito ufficiale. Dal febbraio 2016 la radio abbandona la frequenza 98,2 MHz per attivare la 101,50 MHz presente solo a Milano.
Dal dicembre 2015/gennaio 2016 Radio Italia Network introduce nella rotazione musicale anche il genere Pop, in particolare la musica italiana.
A ottobre 2017 vi è un nuovo cambio di direzione, Radio Italia Network riprende a trasmettere in fm sui 96,3 MHz per Bergamo e provincia (oltre che sul web) vengono reintrodotti programmi storici come Mastermix e Suburbia, viene notevolmente ridotta la programmazione di musica italiana per dare maggiore spazio al pop internazionale.
Entrano in rotazione momenti dedicati alla musica dance e house degli anni 90.
Abbandonata la FM sul finire del 2017, Italia Network approda il 1º giugno 2018 in tv sul canale 188 (successivamente cambierà LCN approdando al canale 262) diffuso dall'operatore di rete Beacom (mux Rete 55) in Lombardia, Piemonte e Liguria. La programmazione si compone di videoclip italiani e stranieri intervallati dai jingles già utilizzati in modulazione di frequenza con una striscia informativa in scroll. Italia Network Television ha cessato di esistere l'8 gennaio 2020.

### La web radio
Italia Network col nome di RIN Digital Radio, nel 2005 diviene un'emittente che trasmette esclusivamente via internet cercando di acquisire ascoltatori anche tramite la community on-line che viene sviluppata sulla piattaforma del sito (in FM per un periodo è ricevibile solo in Versilia).
Nel 2008 il progetto viene abbandonato, i dj emigrano su altre radio dove ripropongono i propri format, come Alex Benedetti che approda su Radio Deejay prima, e su m2o poi, col suo programma di house music La noche escabrosa.
Nel 2009 con l'avvio del nuovo progetto editoriale del Gruppo Next, oltre al ritorno in FM con la denominazione Radio Italia Network era previsto anche il rilancio della web radio sempre con la denominazione RIN Digital Radio.

### Progetti paralleli
Si ricollega agli anni d'oro di Italia Network un progetto editoriale indipendente dal Gruppo Next, realizzato in Spagna con base a Palma de Maiorca, Radio España Network. La radio, sviluppata nel 2006 dallo stesso ideatore e fondatore della prima Italia Network, Mario Pinosa, era conforme al format italiano del periodo 1982-1995, ed era ascoltabile in FM in Spagna e online in tutto il mondo. L'emittente ha cessato le trasmissioni dalla Spagna a giugno 2013. A partire da dicembre 2021 España Network ha ripreso a trasmettere a seguito dell'acquisizione di una nuova proprietà. Le trasmissioni attualmente vengono effettuate dall'Italia via web, e sono la continuazione naturale della prima versione di Italia Network, mantenendone lo stesso format e per buona parte gli stessi programmi e gli stessi jingle.
Dal 6 gennaio 2009 un'altra versione on line sempre indipendente dal progetto editoriale del Gruppo Next è proposta da Michael Hammer e Gianni De Luise col nome di Italia Network in my radio sull'omonimo sito.
A marzo 2025 ha iniziato le trasmissioni in digitale un progetto radiofonico dell'editore Enjoy Media srl denominato RIN Italia Network, che tuttavia è del tutto indipendente dalla originale Radio Italia Network di cui il gruppo Next detiene i diritti. La radio propone musica dance e house prevalentemente sotto forma di dj set mixati.

### Denominazioni ed editore
| Periodo   | Denominazione              | Claim                                                      | Editore                        | Sede    |
| --------- | -------------------------- | ---------------------------------------------------------- | ------------------------------ | ------- |
| 1982-1984 | Radio Italia Network       | musica giusta, musica e basta                              | Finwork                        | Udine   |
| 1984-1996 | Italia Network             | ritmo latino / get up and dance / more music for everybody | Finwork                        | Udine   |
| 1996-1999 | Radio Italia Network       | suck the music                                             | Finwork                        | Bologna |
| 1999-2002 | RIN - Radio Italia Network | la radio che rapisce                                       | Sper                           | Milano  |
| 2002-2005 | RIN - Radio Italia Network | radio un corno                                             | RCS Broadcast - RCS Mediagroup | Milano  |
| 2005-2008 | RIN Digital Radio          | digital radio                                              | RCS Broadcast - RCS Mediagroup | Milano  |
| 2009      | Radio Italia Network       | one world one music                                        | Gruppo Next                    | Milano  |
| 2010      | Radio Italia Network       | one world one music                                        | Gruppo Next                    | Milano  |
| 2011      | Radio Italia Network       | il tuo mondo la nostra musica                              | Gruppo Next                    | Milano  |

## Programmi storici
- Los Cuarenta, programma di musica dance, condotto (in ordine cronologico) da Andrea Pellizzari, Roberto Lezzi (adesso conosciuto come Ilario), Fabiola, con la selezione musicale di Alex C e Dj Speciale
- Suburbia programma di musica house condotta (in ordine cronologico) da Roberto Corinaldesi e Mario Caminita con la selezione musicale curata in origine da Mr. Marvin, successivamente da Alessandro De Cillia e poi da Alex Benedetti
- Extreme (Techno-Hardcore) in onda dal '97 e condotto da due produttori e label-manager: Digital Boy e Randy
- Express cut, con Christian Hornbostel
- Radiosveglia - contaminuti
- Mattinatissima (contenitore del mattino) curato da Alessandro De Cillia
- 100% Rendimento (Techno, Progressive Trance), programma di successo fino al 1998/1999 condotto da Christian Hornbostel
- Madhouse (House Tribal - Minimal Techno), DJ-set notturno di Alessandro De Cillia.
- Labirinto e Hypno Party Trilobyte (Ambient Chill out - Intelligent Techno), DJ-set notturno di Dj Steeve Bantam.
- Network Juke Box, appuntamento con le richieste musicali degli ascoltatori
- Philip Morris Sound condotto da Mario Caminita
- Sensorama (Ambient, Avant-garde), programma notturno dedicato alle nuove sonorità condotto da Aky Tune
- Europe Network (Trip Hop, Dub, Jungle/Drum&Bass) condotto da Aky Tune, programma dedicato alla musica elettronica
- Decoder condotto da Aky Tune, classifica dei brani trasmessi a Sensorama e Europe Network
- Juice, il meglio della settimana di Italia Network
- Magazine, in origine condotto da Monica Bertarelli e Paolo De Marchi e successivamente da Paola Testa
- Art Factory
- Back and Forth, con Gianluca Costella
- Masterquick, mix techno (Einstein Dr. DJ, Moka DJ, altri) con inserti pubblicitari sulle migliori serate in discoteca
- Vitamina H (Electro, Techno, Trance, Hardstyle), con Tony H e Lady Helena
- Orgasmatron (Techno, Trance), a cura di Tony H con la partecipazione dei migliori dj del pianeta
- Le fave del mattino, con Marco Baldini, le Fave, Angelo e Max
- Il ballo di San Vito
- Il programmino di Gigi D'Agostino, programma condotto e mixato da Gigi D'Agostino 30 min. ogni pomeriggio all'interno di Los Cuarenta poi spostato (promosso) al sabato e la domenica dalle 14 alle 16
- Sedici Noni (cinema), ideato e prodotto da Andrea Gelli, condotto da Manuela Donghi
- Streetstyle (Hip-Hop, Rap, RnB), programma condotto da Bu$
- BallaRIN
- Download, con Saretta, Alvin, Roby82, appuntamento con le richieste musicali degli ascoltatori
- Welcome to the Jungle, programma condotto da Marco Biondi, affiancato poi da Manuela Donghi
- Hey Boy Hey Girl con Saretta
- RINbambit con Wender e Fabrizio Ferrari
- Casa di RINghiera, con Manuela Doriani, Andrea Livio, Carlotta e Stefano Gallarini
- Suavis, programma chillout & lounge ideato e curato da Tony H
- Generation Cocktail, (lounge, nu-soul, nu-jazz) programma ideato e prodotto da Andrea Gelli
- Cavalli marci in treno, programma comico, con sketch di Beppe Braida ("Attentato!")
- Satellite, con Gianni De Luise la versione più profonda e cosmopolita della musica house
- Network Satellite l'ultima versione fm del celebre programma da cultori e intenditori della house
- NetNews, notizie e approfondimenti sulla rete internet di e con Cristiano Collina
- Good Times, programma in cui si riscoprivano tutti i pezzi 70-80 che hanno portato alla musica house

### Sotto la Gestione del gruppo Next
- Generation Cocktail con Rudy Neri
- Welcome Italia Network con Romina Bassini
- Good Time Good People con Sara Lucarini
- Meganight
- Dance Gold - The Programm
- Rin Chart con Rudy Neri e Sara Lucarini
- Breakout Italia con Pamela Mauro
- Slave To Dance - Schiavi della Dance con Roby Pinna e Sara Lucarini

### Appuntamenti giornalieri
- Network News, notiziario
- Disco Sauro, un successo del passato
- Disco Network, novità discografica
- Disco Tendenthia
- Disco Fitness
- Disco FM
- Disco Suburbia
- Disco Satellite
- Job market
- Turbo richiesta

### Programmi andati in onda su RIN Digital Radio
- Masternite
- Disco Circus, l'house più ballata nelle discoteche italiane selezionata da Alex C.
- Generation Cocktail Glam Set, cool dance, chill house ed elettronica selezionata da Andrea Gelli
- Digital Mornin'
- Elenoire, l'house dei club di tendenza selezionata da Alex Benedetti
- Network Satellite

### Programmi andati in onda su Italia Network Television
- La musica di Italia Network Television
- Comingsoon.it (Anica Flash)
- Ansa News
- 3BMeteo

## Speakers e dj storici
- Gianni De Luise, conduttore di Network Satellite, attualmente su Italia Network INmyradio.net e in fm su espananetwork
- Gianmarco Ceconi (1985-1996), voce ufficiale e conduttore di R&B midnight party
- Monica Bertarelli, ha condotto Mattinatissima
- Paolo De Marchi, ha condotto Italia Network Magazine
- Tanitia Ferrari, ha condotto USA Dance Attack
- Christian Hornbostel, ha condotto 100% Rendimento, Express Cut
- Andrea Pellizzari (1994-1996), ha condotto Los Cuarenta
- Gianluca Costella, ha condotto Back and Forth
- Mario Caminita (1995-2000), ha condotto Blu Satellite, Philip Morris Sound, Suburbia, Satellite, History e Radiosveglia
- Roberto Corinaldesi, ha condotto Italia Network Magazine
- Luciana Biondi (1999), ha condotto Mattinatissima
- Gianfranco Biondi, è stato direttore di testata e conduttore del Network News.
- Roberto Lezzi alias Ilario (1997-2000), ha condotto Los Cuarenta e Sonar
- Cristiano Collina (1998-1999), ha condotto NetNews
- Paola Testa, ha condotto Magazine
- Stefano Noferini, ha condotto Van
- Nicola Villani, ha condotto Cluster, Sport'n'music
- Marco Maccarini (2000-2001), ha condotto Parzialmente Scremato
- Francesco Mandelli (2000-2001), ha condotto Parzialmente Scremato
- Marco Baldini (2000-2001), ha condotto Le fave del mattino
- Stefano Gallarini (1999-2005), ha condotto Radio Match, Il Canto del Galla, Casa di RINghiera, Caduta Libera, Log in e Rin.it
- Carlotta (2003), ha condotto RIN Weekend
- Franco Nardo (1996-2000) ha condotto "Box Office" e "Sport & Music"
- Fabiola (2000-2004), ha condotto Los Cuarenta
- Saretta (2000-2005), ha condotto Hey Boy Hey Girl e Download
- Tony H alias Daniele Tognacca (2000-2004), ha condotto Vitamina H, Orgasmatron e Suavis
- Gigi D'Agostino (2002-2004), ha condotto Il programmino di Gigi D'Agostino
- Lady Helena alias Elena Marmugi (2000-2004), ha condotto Vitamina H
- Marco Biondi (2001-2005), ha condotto Welcome to the jungle
- Manuela Doriani (2002), ha condotto Casa di RINghiera
- Camila Raznovich (2003), ha condotto Camila Bum Bum
- Alex C (1996-2005), il dj ufficiale che ha sempre mixato e selezionato la musica di Los Cuarenta, (1996-1998) con Andrea Pellizzari, (1998-2000) con Roberto Lezzi e infine (2000-2005) con Fabiola, attualmente a Italia Network INmyradio.net.
- Andrea Gelli, ideatore e produttore di Generation Cocktail e Sedici Noni
- Manuela Donghi (2004-2005), ha condotto Sedici Noni e Welcome to the jungle
- Fabrizio Ferrari (2003-2005), ha condotto RIN-BAMbit
- Wender (2003-2004), ha condotto RIN-BAMbit
- Andrea Livio (2002-2003), ha condotto Casa di RINghiera
- Giulia Bacchetta (2002-2003), ha condotto Casa di RINghiera

## Speakers e dj che hanno lavorato a Radio Italia Network
- Rudy Neri, station manager, conduce Generation Cocktail
- Yevgeniya Kurlyand, conduceva Welcome Italia Network
- Alex Nocera, conduceva Le club de la Musik e Le club de la Classifik
- Alex dj Global Byte e Giuseppe Rimo, conducevano Global Selection
- Alberto Bolognesi, Leo Mussini, Carlo Maffini, Cisky & Lorenzo Gianoli mixavano Vinylistic - House Upon a Time
- Romina Bassini, conduce Welcome Italia Network
- Pamela De Mauro, conduce Breakout Italia
- Costantino Vitagliano
- Sara Lucarini, conduce Good Time Good People
- Roby Pinna, conduce Slave To Dance - Schiavi della Dance

## Ascolti
(giorno medio ieri - fino al 2010 i dati sono di Audiradio; dal 2012 vengono riportati i dati di GfkEurisko/RadioMonitor)
| Anno | Giorno Medio Ieri     | Performance | Pos. private |
| ---- | --------------------- | ----------- | ------------ |
| 1991 | 644.000               | /           | 7°           |
| 1992 | non rilevato          | /           | /            |
| 1993 | 1.056.000             | /           | 8°           |
| 1994 | 1.397.000             | + 341.000   | 8°           |
| 1995 | 1.534.000             | + 137.000   | 7°           |
| 1996 | 1.512.000             | - 22.000    | 7°           |
| 1997 | 1.373.000             | - 139.000   | 7°           |
| 1998 | 1.575.000             | + 202.000   | 7°           |
| 1999 | 1.339.000             | - 236.000   | 7°           |
| 2000 | 1.463.000             | + 124.000   | 7°           |
| 2001 | 2.012.000             | + 549.000   | 7°           |
| 2002 | 2.002.000             | - 10.000    | 7°           |
| 2003 | 1.802.000             | - 200.000   | 7°           |
| 2004 | 1.288.000             | - 514.000   | 9°           |
| 2005 | 1.070.000 (Isemestre) | - 218.000   | /            |
| 2006 | non rilevato          |             |              |
| 2007 | non rilevato          |             |              |
| 2008 | non rilevato          |             |              |
| 2009 | 66.000                |             |              |
| 2010 | 53.000 (Isemestre)    |             |              |
| 2012 | 32.000 (1º semestre)  |             |              |

## Compilation
La stessa radio si è occupata della pubblicazione di diverse compilation di musica dance e house, ma anche di progetti musicali come le compilation Street Flava dedicate al panorama dell'hip hop italiano e Generation Cocktail, omaggio alle sonorità più cool.
- Decoder
- Europe Network, 001 - 002
- Generation Cocktail, vol. 1-2-3-4
- I-Dance
- Los Cuarenta
- Magika Italia, 2004 - 2005
- Sensorama: The Ambient Collection 001 - 002
- Street Flava
- Street Flava 2nd Avenue
- Street Flava 3rd Avenue
- Suavis
- Suburbia Compilation
- Summer World Compilation Volume 1
- Vitamina H - Contaminazioni Bastarde
- Vitamina H - Fuga da accatraz
- Vitamina H - Zona X
- Vitamina H - Stringi il quadrato

## Curiosità
In una scena del film di Massimo Troisi, intitolato Pensavo fosse amore... invece era un calesse, appare un adesivo della radio ben visibile.